# Halesus ruficollis
Halesus ruficollis là một loài Trichoptera trong họ Limnephilidae. Chúng phân bố ở miền Cổ bắc.